# Geranomyia aeruginosa
Geranomyia aeruginosa är en tvåvingeart som först beskrevs av Alexander 1972.  Geranomyia aeruginosa ingår i släktet Geranomyia och familjen småharkrankar.
Artens utbredningsområde är Palau. Inga underarter finns listade i Catalogue of Life.